# Сабіне Браун
Сабіне Браун (нім. Sabine Braun; нар. 19 червня 1965) — німецька легкоатлетка, яка спеціалізувалася на багатоборстві.
На міжнародних змаганнях до возз'єднання Німеччини представляла НДР.

## Спортивні досягнення
Бронзова олімпійська призерка з семиборства (1992). На інших Олімпіадах фінішувала у семиборстві 5-ю (2000), 6-ю (1984), 7-ю (1996) та 14-ю (1988).
Дворазова чемпіонка світу з семиборства (1991, 1997). Срібна призерка чемпіонату світу з семиборства (1993). Фінішувала 4-ю у семиборстві на іншому чемпіонаті світу (1999).
Чемпіонка світу в приміщенні з п'ятиборства (1997). Була 5-ю у п'ятиборстві на іншому чемпіонаті світу (2001).
Двічі була п'ятою у змаганнях зі стрибків у довжину на Кубках світу (1985, 1994).
Дворазова чемпіонка Європи з семиборства (1990, 1994). Срібна призерка чемпіонату Європи з семиборства (2002). Фінішувала 6-ю у семиборстві на іншому чемпіонаті Європи (1998).
Срібна призерка Універсіади з семиборства (1989).
Срібна призерка чемпіонату Європи серед юніорів з семиборства (1983).
Чемпіонка ФРН зі стрибків у довжину (1985) та семиборства (1989). Чемпіонка ФРН в приміщенні зі стрибків у довжину (1986).
Чемпіонка Німеччини з бігу на 100 метрів з бар'єрами (1992) та семиборства (1996).